# 알렌 막 미드그너

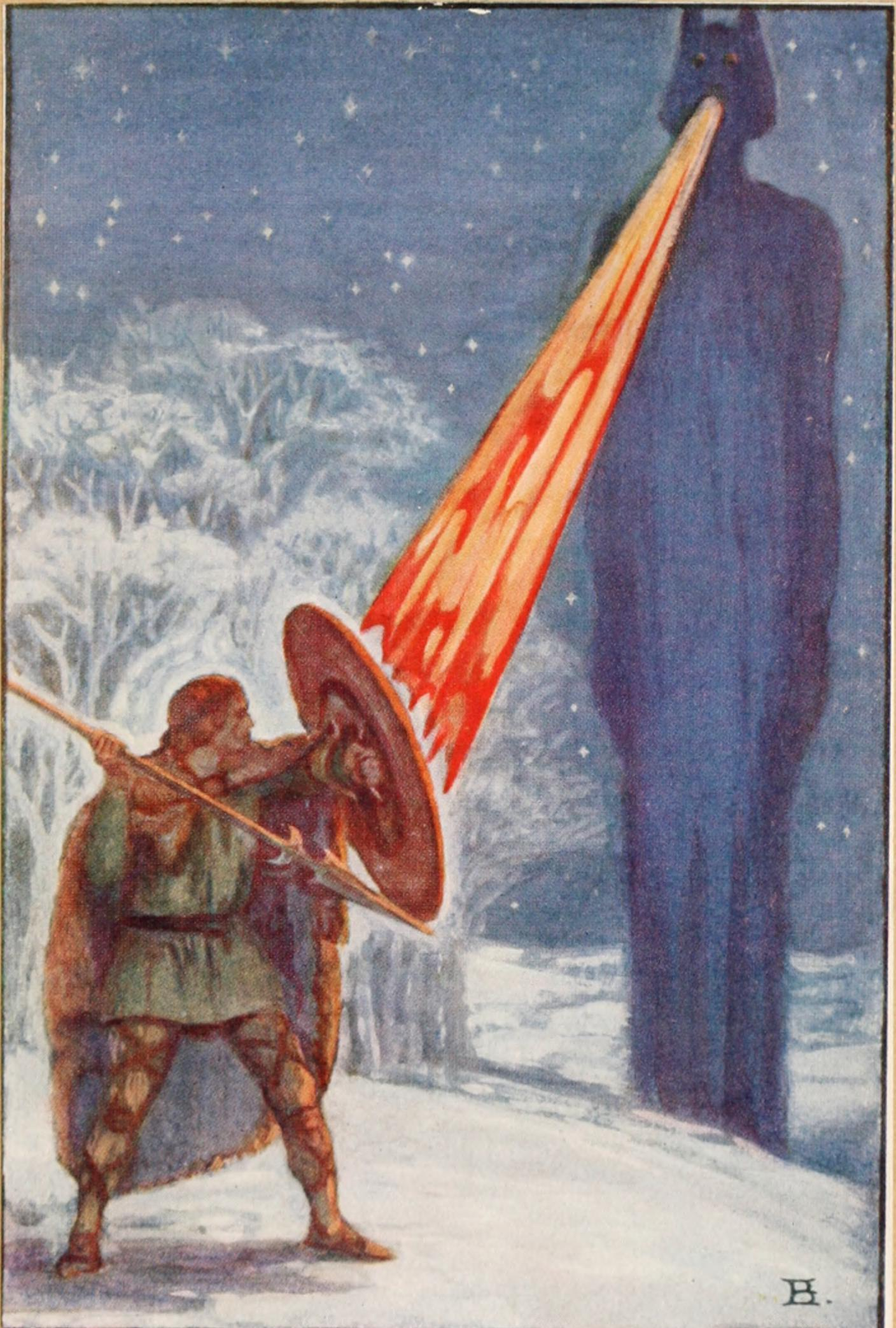
알렌과 싸우는 핀. 1914년 베아트리스 엘버리 그림.

알렌 막 미드그너(아일랜드어: Aillén mac Midgna)는 아일랜드 신화의 피니언 대계에 등장하는 인물이다. 투어허 데 다넌 출신의 이스시로, 지하세계 마그 멜에 살았다. 숨결로 불을 내뿜는 능력이 있었다.
〈핀의 소년기 행적〉에서, 알렌은 매년 사완 때마다 에린의 수도인 타라에 출몰하면서 사람들을 음악으로 잠재우고 불을 질렀다. 알렌의 민폐는 23년째 계속되었는데, 영웅 핀 막 쿠월이 뜨겁게 달군 창으로 스스로를 찔러 잠을 쫓은 뒤 그 창으로 알렌을 찔러 죽여 퇴치했다. 이 공적으로 핀은 피어너의 두령이 되었다.